# Japanskt bildkryss

Ett exempel på japanskt korsord.

Japanskt bildkryss, även japanskt korsord  eller nonogram, är en sysselsättning där en enkel bild växer fram genom att man löser en gåta som handlar om antal och geometri. Det är egentligen inget korsord utan ett logiskt bildpussel.

## Beskrivning
Nonogrammet består av rutor i ett rutnät eller möjligen hexagoner i ett hexagonnät. Vissa rutor i nätet ska färgas och andra lämnas ofärgade enligt tal som anges som ledtrådar för respektive rad, vid sidan om rutnätet. För varje tal i ledtråden ska det finnas en obruten rad av färgade rutor på raden. De färgade raderna ska placeras i samma ordning som motsvarande tal i ledtråden. Av detta följer att antalet färgade rader blir lika med antalet tal i ledtråden. Mellan de färgade raderna ska det finnas en eller flera ofärgade rutor. På motsvarande sätt finns ledtrådar för kolumnerna. Som exempel innebär ledtråden "4 8 3" att det finns grupper med fyra, åtta respektive tre fyllda rutor, i angiven ordning. 
Den vanligaste formen är svart-vit men det finns också varianter med flera färger. Då anger ledtråden också vilken färg den färgade raden ska ha, till exempel genom att siffrorna är färgade. I detta fall krävs ingen vit ruta mellan färgade rutor av olika färg. Som exempel en svart fyra följd av en röd tvåa innebära att fyra svarta rutor följs av några tomma rutor och två röda rutor eller att fyra svarta rutor följs direkt av två röda rutor.

## Publicering
Japanska Bildpuzzel var den första tidningen i Sverige (hösten 2007) att publicera dessa pussel i tryckt form. Japanska Bildpuzzel lades ned sommaren 2020.
I varje nummer av tidningen Hjärngymnastik (utkom juni 2004–juli 2007) trycktes två stora nonogram.

## Andra namn
Andra namn för det här pusslet är (på japanska eller engelska) hanjie, gameLO, griddlers och paint by numbers.
Japanska bildpussel är ett annat svenskt namn på det här pusslet.